# Sant'Oreste
Sant'Oreste este un oraș și comună din provincia Roma, regiunea Lazio, Italia, cu o populație de 3.890 de locuitori (în 2010) și o suprafață de 43,89 km².

## Demografie
Sant'Oreste - evoluția demografică

|  | Graficele sunt indisponibile din cauza unor probleme tehnice. Mai multe informații se găsesc la Phabricator și la wiki-ul MediaWiki. |

Date: Recensăminte sau birourile de statistică - grafică realizată de Wikipedia